# ژلکوویتسه
ژلکوویتسه (به چکی: Želkovice) یک منطقهٔ مسکونی در جمهوری چک است که در شهرستان لوونی واقع شده‌است. ژلکوویتسه ۲٫۲۸ کیلومتر مربع مساحت و ۸۸ نفر جمعیت دارد و ۳۳۵ متر بالاتر از سطح دریا واقع شده‌است.